# Ighram
Ighram è un comune dell'Algeria, situato nella provincia di Béjaïa.